# Benson & Hedges Centennial Open 1984
L'Heineken Open 1984  è stato un torneo di tennis giocato sul cemento.
È stata la 28ª edizione dell'Heineken Open,che fa parte del Volvo Grand Prix 1984. Si è giocato all'ASB Tennis Centre di Auckland in Nuova Zelanda, dal 9 al 15 gennaio 1984.

## Campioni

### Singolare
Danny Saltz ha battuto in finale  Chip Hooper con il punteggio di 4–6, 6–3, 6–4, 6–4

### Doppio
Brian Levine /  John Van Nostrand hanno battuto in finale  Brad Drewett /  Chip Hooper con il punteggio di 7–5, 6–2